# Karađorđe (1911.)
Karađorđe, prvi srpski film snimljen 1911. godine u režiji Ilije Stanojevića Čiče. Autobiografija je srpskog vođe Karađorđa, u kojem je obrađen cijeli njegov život, od djetinjstva do smrti. Premijerno je prikazan 10. listopada 1911.
Film traje 66 minuta. Scenaristi su bili Ćira Manok i Miloš Cvetić a snimatelj Louis Pitrolf De Beery.

## Uloge
- Milorad Petrović – Karađorđe
- Sava Todorović – stogodišnji starac Fočo
- Teodora Arsenović – Jelena, Karađorđeva žena
- Vukosava Jurković – Karađorđeva majka
- Aleksandar Milojević – Prota Mateja Nenadović
- Dobrica Milutinović – Janko Katić
- Dragoljub Sotirović – hajduk Veljko
- Ilija Stanojević – Čiča – Turski paša i Vujica Vuličević
- Jovan Antonijević – Đedo
- Persa Pavlović – žena
- Mileva Bošnjaković
- Dimitrije Ginić
- Vitomir Bogić
- Milorad Savić

## Vanjske poveznice
- Karađorđe u internetskoj bazi filmova IMDb-a